# Diamond DeShields
Diamond Danae-Aziza DeShields (ur. 5 marca 1995 w West Palm Beach) – amerykańska koszykarka występująca na pozycji niskiej skrzydłowej, reprezentantka kraju, obecnie zawodniczka Dallas Wings w WNBA.
W 2013 została wybrana najlepszą zawodniczką amerykańskich szkół średnich (przez WBCA, kapitułę Naismitha, USA Today) oraz stanu Georgia (Gatorade State Player of the Year - 2011). Nagrodzono ją także tytułem Miss Georgia Basketball (2011, 2013). Została też zaliczona do I składu All-American (przez McDonald’a, magazyn Parade, WBCA).
Pochodzi ze sportowej rodziny. Ojciec występował przez trzynaście lat w Major League Baseball, występując w Montrealu, Los Angeles (Dodgers), St. Louis, Baltimore i Chicago (Cubs). Matka została zaliczona do składu All-America (1991) jako lekkoatletka, specjalizująca się w siedmiobóju. Brat Delino Jr. został wybrany w drafcie MLB, w 2010 z numerem 8 przez Houston Astros.
2 stycznia 2019 dołączyła do chińskiego Shanxi Flame. 3 lutego 2022 została wytransferowana do Phoenix Mercury w ramach obejmujące trzy kluby wymiany. 11 lutego 2023 trafiła w wyniku wymiany do Dallas Wings.

## Osiągnięcia
Stan na 5 czerwca 2023, na podstawie, o ile nie zaznaczono inaczej.

### NCAA
- Uczestniczka rozgrywek:
  - Elite 8 turnieju NCAA (2014, 2016)
  - II rundy turnieju NCAA (2014, 2016, 2017)
- Najlepsza pierwszoroczna zawodniczka:
  - NCAA według USBWA, espnW, Full Court (2014)
  - konferencji Atlantic Coast (ACC – 2014)
- Zaliczona do:
  - I składu:
    - ACC (2014)
    - konferencji Southeastern (SEC – 2017)
    - turnieju:
      - ACC (2014)
      - SEC (2016)
      - NCAA Sioux Falls Regional (2016)
      - WBCA All-Region Team (2017)

    - najlepszych pierwszorocznych zawodniczek:
      - NCAA (2014)
      - ACC (2014)

  - II składu SEC (2016, 2017 przez AP)
  - SEC Academic Honor Roll (2016, 2017)
  - honorable mention All-American (2014 przez Full Court, Associated Press, 2017 przez WBCA)
- Zawodniczka tygodnia:
  - NCAA (według NCAA.com - 11 lutego 2014, według USBWA, espnW - 17, 18 lutego 2014)
  - ACC (11 lutego 2014)
- Pierwszoroczna zawodniczka tygodnia ACC (3x - 2013/2014)

### WNBA
- Mistrzyni WNBA (2021)
- Zaliczona do:
  - I składu debiutantek WNBA (2018)
  - II składu WNBA (2019)[6]
- Zwyciężczyni konkursu Skills Challenge WNBA (2019)[7]
- Uczestniczka meczu gwiazd WNBA (2019)[8]

### Drużynowe
- Mistrzyni Włoch (2022)
- Zdobywca Pucharu Włoch (2022)

### Reprezentacja
Drużynowe
- Mistrzyni:
  - Ameryki:
    - 2019[9]
    - U–18 (2010)

  - uniwersjady (2015)
  - świata:
    - U–19 (2011)
    - U–17 (2012)
    - 3x3 U–18 (2012)

Indywidualne
- MVP mistrzostw świata U–17 (2012)
- Zaliczona do I składu mistrzostw:
  - Ameryki (2019)
  - świata U–17 (2012)